# 신광훈
신광훈(申光勳, 1987년 3월 18일 ~ )는 대한민국의 축구 선수이다. 포지션은 오른쪽 풀백, 오른쪽 측면 미드필더, 중앙 미드필더이다. 현재 포항 스틸러스 소속이다.
경상북도 점촌시 (현 문경시) 출생으로 포항제철동초등학교, 포항제철중학교, 포항제철공업고등학교를 졸업하였다. 외모가 축구 지도자 강철을 닮았다고 하여 '리틀 강철'이라는 별명이 붙었다. 또 그라운드에서 거칠고 상대를 향해 돌진하는 스타일이 들소를 닮았다 하여 '들소'라는 별명도 가지고 있다.

## 구단 경력
2006년 포항 스틸러스에 입단하여 K리그에 데뷔했으나, 3년 동안 하우젠 컵을 포함하여 19경기를 뛰는 데 그쳤다. 2008년 7월 스테보와의 맞임대 트레이드로 전북 현대 모터스로 이적한 뒤, 그 해 리그에서 15경기를 뛰며 경기 출전 횟수를 늘렸고 2010년 7월 친정팀 포항으로 복귀해서 지금까지 오른쪽 풀백 주전으로 뛰면서 팀의 K리그 2011 통합 3위, K리그 2012 3위 및 FA컵 2012, FA컵 2013, K리그 클래식 2013 우승에 공헌하였다.
2014 시즌이 끝난 후, 군 문제를 해결하기 위해 경찰청에 입대하였다. 2016 시즌에는 팀의 부주장을 맡아 상위권 도약에 기여하였으며, 2016년 9월 3일 전역하여 포항 스틸러스로 복귀하였다.
2017년 1월 3일 FC 서울로의 이적이 공식 발표되었다.
2019 시즌을 앞두고 강원 FC에 입단했다.
2021년 1월 4일 포항 스틸러스로 이적하였다.

### 임대 복귀 논란
2008년 7월 성사된 신광훈과 스테보의 맞임대 트레이드 계약 기간은 2년 6개월이었다. 그런데 포항은 2010년 초 오른쪽 풀백에서 주전으로 뛰던 최효진이 FC 서울로 이적하면서 공백이 발생했고 이를 효율적으로 메우지 못해 전북에서 급성장한 신광훈이 필요했다. 그러나 신광훈을 데려오려면 임대 기간이 남아있는 상황에서 계약을 철회해야 했는데, 마침 명분이 있었다.
스테보는 파리아스 당시 포항 감독이 자신을 전북에서보다 더 적게 기용하는 것에 대해 불만스러워 했고, 2009년 플레이오프 경기가 끝난 후 팀을 무단 이탈해 FIFA 클럽 월드컵 2009 대회에 참여하지 않은 채 우즈베키스탄 리그 부뇨드코르로 이적하였다. 이 때 스테보가 멋대로 포항을 이탈했기 때문에 사실상 임대 계약이 파기되었고, 스테보가 먼저 계약을 위반했기 때문에 포항은 전북으로 임대 가 있던 신광훈을 원하기만 하면 언제든지 복귀시킬 수 있었다. 그러나 전북은 그 해 말까지였던 계약 기간을 내세워 신광훈을 내주지 않으려고 하며 포항과 마찰을 빚었고, 마침내 2010년 7월이 되어서야 신광훈은 포항으로 돌아왔다.

## 국가대표 경력
2007년 FIFA U-20 월드컵에 참가하였으며, 특히 브라질과의 조별 리그 2차전에서는 전반 12분 마르셀로의 공을 빼앗은 뒤 마르세유 턴으로 브라질의 수비수 리마를 따돌리는 기술을 펼쳐 보여 주목받았다.  대회 종료 후 두 달 만인 2007년 9월 3일 카타르와의 친선 경기에서 첫 U-23 대표팀 경기를 치렀고, 2008년 하계 올림픽에 참가하였으며 2010년 아시안 게임에도 참가하여 대한민국의 동메달 획득에 기여하였다.
2012년 8월 15일 잠비아와의 평가전에서 첫 A매치 데뷔전을 치렀고 45분을 뛰었다. 이후 11월 14일 오스트레일리아와의 평가전에서는 선취골의 시발점이 된 로빙 패스로 강한 인상을 남겼다.

## 경기 스타일
저돌적인 돌파를 바탕으로 한 폭발적인 측면 오버래핑으로 팀의 공격의 한 축을 담당한다.

## 수상

### 구단

#### 포항 스틸러스
- K리그 우승 2회 (2007년, 2013년)
- 코리아컵 우승 3회 (2012년, 2013년, 2023년, 2024년)

#### 전북 현대 모터스
- K리그 우승 1회 (2009년)